# Hulu配信番組一覧
Hulu配信番組一覧（フールーはいしんばんぐみいちらん）はHuluにて配信されている番組の一覧である。

## アメリカ
アメリカでは2019年にウォルト・ディズニー・カンパニーがHuluを事実上買収し、完全子会社化したのを機に、ディズニー系の動画配信サービスとしての性格を強めており、アメリカン・ブロードキャスティング・カンパニー（ABC）や20世紀スタジオ系列（FX、20世紀テレビなど）が制作した作品を中心に配信している。また、ファミリー層が視聴するには相応しくないなどの理由で同じディズニー系の動画配信サービスであるDisney+では配信できない一部のオリジナル作品もHuluに移管して配信されている。
2020年現在、アメリカで制作されたHuluオリジナル作品は日本を含む海外では、AmazonプライムビデオやSTARZPLAY、スーパー!ドラマTVといった、他社の動画配信サービスや衛星放送の専門チャンネルにて放送・配信されている。ディズニーは2021年2月からDisney+の新しい動画配信ブランドとなる「STAR」を日本を含む海外市場で開始することを発表し、STAR新設後はHuluやディズニーの系列テレビ局であるFXとの共同制作作品を増加させることをディズニーが明らかにしているため、2021年以降のHuluオリジナル作品は海外ではSTARに順次移行することになる。
ディズニーグループ以外の作品ではアメリカの配給会社であるNeonと提携し、2020年2月に第92回アカデミー賞で作品賞を受賞した韓国映画『パラサイト 半地下の家族』を2か月後にアメリカ国内では本動画配信サービスにて最速で独占配信した。この他に『パーム・スプリングス』や『燃ゆる女の肖像』、ドキュメンタリー『Totally Under Control』も独占で配信した。
2021年4月21日、ディズニーは独自の動画配信サービスを保有していないソニー・ピクチャーズ エンタテインメントとの間で配信契約を締結し、『ジュマンジ』や『モンスター・ホテル』など、同社が製作した旧作映画を同年6月からHuluにて順次配信することを発表した。
また、コムキャストがHuluに出資していることから、傘下のNBCテレビが制作したドラマ番組についても引き続き配信しているが、同社傘下の同業サービスであるPeacockを開始した2020年以降はNBCの番組を同サービスに順次移行させている。この他にも楽天グループのVikiと提携し、日本や韓国、中華圏などのアジア各国で制作したテレビ番組についても配信している。
2023年5月、ディズニーは動画配信事業における赤字を削減するため、一部作品の制作や配信を今後取り止めることを表明。同月に打ち切り予定作品のリストが社内に公開され、HuluやDisney+などのオリジナル番組を含む複数の作品が同月中に順次制作・配信中止することを複数のメディアが報じた。その後、同月26日以降に対象作品が一斉削除された。

## 日本
当初はアメリカ国内とアメリカの海外領土内からしか利用できなかったが、2011年8月31日、世界に先駆けて日本でhulu.jpのサービスを開始した。しかし、地上波による定時番組テレビジョン放送が世界的に見て突出して充実している当時の日本ではSVOD（Subscription Video On-Demand、加入ベースのビデオ・オン・デマンド）事業は苦戦。2014年に日本テレビ放送網（日テレ）に売却され、同社の完全子会社であるHJホールディングス合同会社（現・HJホールディングス株式会社）へHuluの日本向けサービスの権利義務を承継した。
以降は日本テレビ系の有料動画配信サービスという性格を強めており、日本テレビの地上波放送分に未公開シーンを付け加えた特別版やオリジナル番組（一部は地上波関東ローカルで放送）の制作を行っており、他の地上波キー局系動画配信サービスもこれに追随するようになった。日本テレビの一部の番組エンディングには『Huluにて配信中』というテロップやナレーションが挿入される ほか、Huluオリジナル番組の出演者が番宣で日本テレビ地上波の情報番組に登場することもある。
また、日本テレビが製作したテレビドラマのスピンオフ作品や総集編も原則としてHuluオリジナルで手掛けており、本編の本放送終了後にビデオ版の番組内宣伝とは別に『続きはHuluで』のテロップを出す形で宣伝を行っている。ただ、都度課金（TVOD）を行っていないため、日テレ系のHuluオリジナルコンテンツはあくまで定額独占配信であり、TVODに関しては、Hulu以外の外部の動画配信サービスに委託されている。
なお、日本テレビによる買収時点で既に日本放送協会（NHK）とTBS、テレビ東京が本サービスへの番組供給を行っていたが、日本テレビ系列以外の放送局による番組供給も引き続き行われており、2015年5月にテレビ朝日やフジテレビとの間でコンテンツ供給契約をそれぞれ結んだため、NHKを含む在京テレビ6局の番組が配信されるようになった。

### 海外制作の主な作品
- アウトランダー
- ウォーキング・デッド
- ドクター・フー
- クリミナルマインド
- プリズン・ブレイク
- グレイズ・アナトミー 恋の解剖学
- ビッグ・バン・セオリー
- アグリー・ベティ
- ゴシップガール
- ストレイン
- スーパーナチュラル
- リベンジ
- SUITS/スーツ
- HOMELAND
- FARGO/ファーゴ
- The Knick/ザ・ニック
- ダウントン・アビー
- メンタリスト
- 刑事ジョン・ルーサー
- メディチ

### 日本制作の主な作品
- 笑点
- 今夜くらべてみました
- 有吉反省会
- ネリさまぁ〜ず Season2
- AKB48姉妹・関連グループ枠番組[注 2]
- 東野・岡村の旅猿
- ヨロシクご検討ください
- 有吉の壁
- 月曜から夜ふかし
- マツコとマツコ
- マツコ会議
- ダウンタウンのガキの使いやあらへんで!! 笑ってはいけないシリーズ
- ZIP!
- スッキリ!!
- プラチナイト木曜ドラマ[注 3]
- 宇宙兄弟
- 銀魂
- 名探偵コナン
- ボイメン☆騎士
- ボイメン☆MAGIC 〜夜の魔法をキミに〜
- 前略、西東さん
- ゴリ夢中
- オードリーさん、ぜひ会って欲しい人がいるんです!
- 太田上田
- 1×8いこうよ!
- ぐるぐるスクール
- ずん飯尾のペコリーノ
- もぎたてテレビ
- かごピタ
- NNNドキュメント
- キユーピー3分クッキング（日テレ版）[注 4]

### 主なHBO作品
- ゲーム・オブ・スローンズ
- True Detective
- Vinyl - ヴァイナル -
- Veep
- ザ・ソプラノズ 哀愁のマフィア
- ROME［ローマ］
- THE WIRE/ザ・ワイヤー

### Huluオリジナル作品
- フジコ
- CROW'S BLOOD
- 代償

### 共同制作ドラマ
- THE LAST COP/ラストコップ
- 銭形警部
- デスノート NEW GENERATION
- ミス・シャーロック/Miss Sherlock
- The Head

### 日本テレビ制作
- HiGH&LOW〜THE STORY OF S.W.O.R.D.〜

### ストリーミング配信
いくつかのチャンネルの放送内容を同時配信している。
- BBCワールドニュース
- CNN/US
- 日テレNEWS24
- ヒストリーチャンネル
- TV5MONDE[注 5]
- GAORA Bros.[28]（2024年4月16日に終了予定[29]）
- KBS WORLD+[30]

#### スポーツ中継
- DRAMATIC BASEBALL（読売ジャイアンツ主催試合）
- NFL中継（現在はイージースポーツに移管）
- MotoGP（全シリーズを中継）
- Bリーグ中継（B1公式戦の一部試合に限り配信）[31]
- ジャパンラグビーリーグワン（2022シーズンから毎節注目試合を生中継）[32]
- メジャーリーグベースボール（2022シーズンに毎節注目試合を生中継）[33]